# Uniport

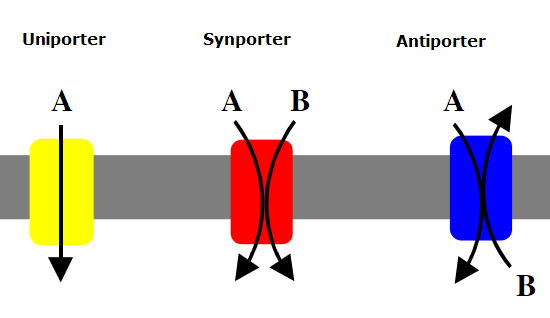
Comparaison des différents types de transporteurs

Un uniport est une protéine intégrale de membrane permettant le déplacement dans une direction d'une seule molécule/un seul ion à travers des membranes phospholipidiques tel que la membrane plasmique. C'est un transporteur passif, son utilisation ne consomme pas d'énergie, contrairement aux symports et aux antiports. (Attention, un uniport n'est pas obligatoirement un transporteur passif !)